# أكسل بوند
أكسل بوند (بالدنماركية: Axel Bonde Hansen)‏ هو مجدف دنماركي، ولد في 29 مايو 1918 في Faaborg-Midtfyn Municipality ‏ في الدنمارك، وتوفي في 27 مايو 1996 في هورسينس في الدنمارك.

## وصلات خارجية
- أكسل بوند على موقع الاتحاد الدولي للتجديف (الإنجليزية)
- أكسل بوند على موقع اللجنة الأولمبية الدولية (الإنجليزية)
- أكسل بوند على موقع أوليمبيديا (الإنجليزية)